# Сарата
Сара́та (укр. Сарата) — посёлок в Белгород-Днестровском районе Одесской области Украины, административный центр Саратской поселковой общины. До административно-территориальной реформы 2015-2020 годов был административным центром ныне упразднённого Саратского района Одесской области.

## География
Находится на берегу реки Сарата.
Общая площадь территории поселкового совета — 2187 га, в том числе, площадь в пределах населённого пункта — 1132 га. Протяжённость дорог — 235,9 км, в том числе, с твёрдым покрытием — 210,9 км.

## История
Поселение возникло в 1822 году, в 1900 году это было крупное село Аккерманского уезда Бессарабской губернии Российской империи - численность населения составляла свыше 2500 человек, здесь действовали почта, отделение телеграфа, паровая мельница, две школы, торговые лавки, базары и лютеранская церковь.
В ходе Великой Отечественной войны в 1941—1944 годы село находилось под немецко-румынской оккупацией.
В 1975 году здесь действовали пищекомбинат, комбинат хлебопродуктов, винодельческий завод, мельничный завод, литейно-механический цех, молокоцех и лесомелиоративная станция.
В январе 1989 года численность населения составляла 6195 человек.
В мае 1995 года Кабинет министров Украины утвердил решение о приватизации находившейся здесь межхозяйственной дорожно-строительной организации, в июле 1995 года было утверждено решение о приватизации хлебозавода, райсельхозтехники и СПМК № 6.
В сентябре 2004 года хозяйственный суд Одесской области возбудил дело № 32/96-04-4168 о банкротстве находившегося здесь Саратского винодельческого завода (23 ноября 2016 года Кабинет министров Украины принял решение о продаже предприятия).
В январе 2013 года было возбуждено дело о банкротстве коммунального предприятия "Сарата".

## Современное состояние

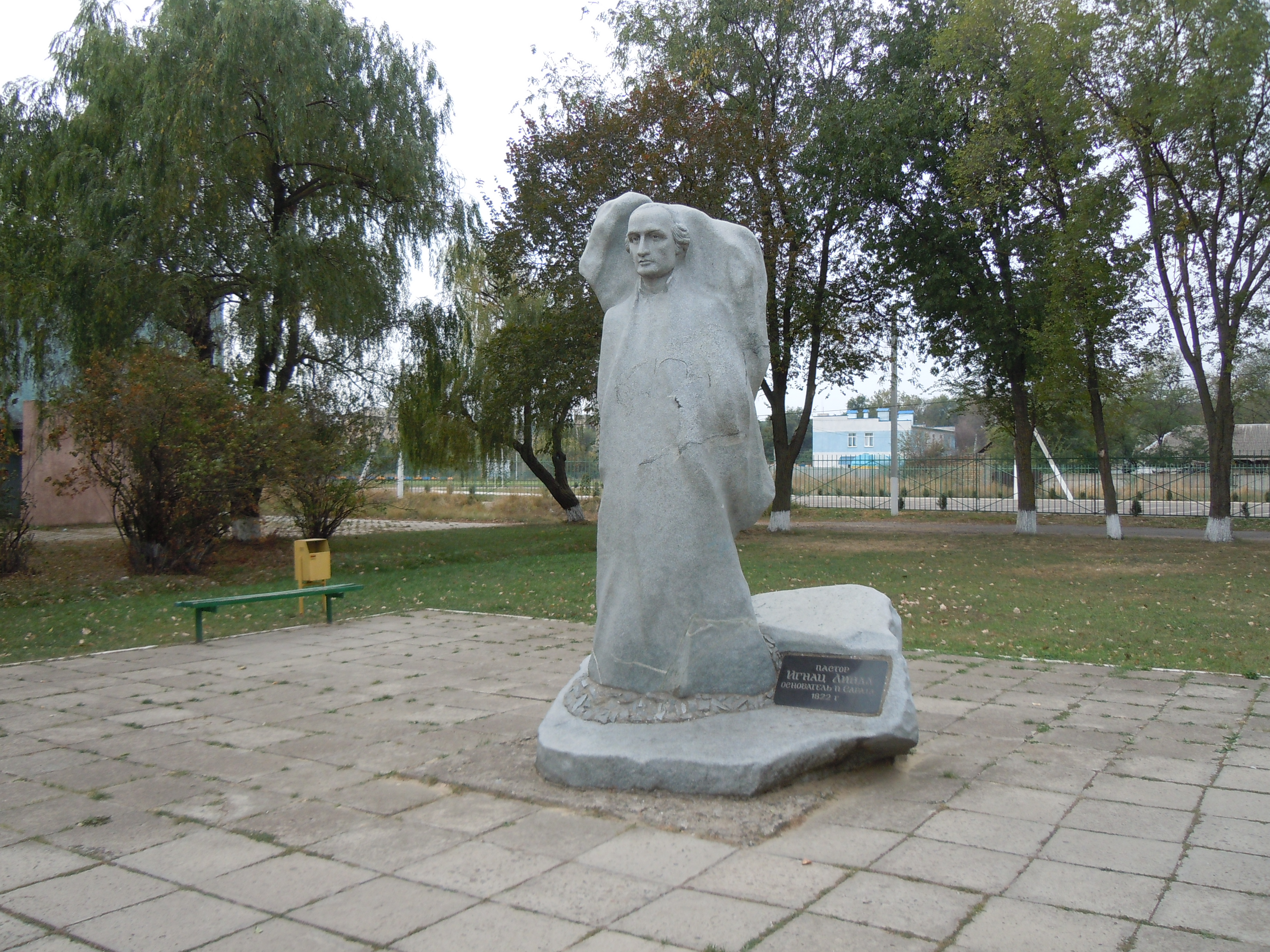
Памятник основателю Сараты пастору Игнацу Линдлю

Жилищный фонд посёлка состоит из 1022 частных домов и 2193 квартир. 
На территории посёлка расположены бюджетные учреждения районного значения, функционируют несколько производственных предприятий различного направления.

## Транспорт
- Железнодорожная станция на линии Арциз — Белгород-Днестровский[2] Одесской железной дороги

### Известные люди
- Линдль, Игнац (1774—1845) — основатель Сарата.
- Гроссман, Саша (1907—1976) — чехословацкий композитор-песенник, тромбонист.
- В посёлке похоронен Герой Советского Союза Халиков И.Р.
- Здесь родились Абаджи, Валерий Павлович (род. 1948) — советский и украинский велоспортивный тренер и Никулеску-Бузешти, Григоре (1908—1949), румынский дипломат, политический и государственный деятель.